# Pierre Garnier de Laboissière
Pour les articles homonymes, voir Pierre Garnier, Garnier et La Boissière.
Pierre Garnier, comte de Laboissière, surnommé Garnier-Dubois, né le 10 mars 1755 à Chassiecq (aujourd'hui dans le département de la Charente), et mort le 14 avril 1809 à Paris, est un général de la Révolution française et sénateur du Premier Empire.

## Biographie

### Ancien Régime
Il entre à l'École militaire en 1769, et affecté avec le grade de sous-lieutenant au Custine-Dragons le 1er juin 1772. Réformé à la formation de 1776, il est réadmis au corps, avec son grade de sous-lieutenant le 15 juin 1777 ; il prend rang de capitaine le 3 juin 1779, et devient capitaine de remplacement dans Montmorency dragons le 28 avril 1788, et quand ce régiment prend le titre de 2e régiment de chasseurs à cheval, le 17 septembre 1791, il y reste comme capitaine et le suit à l'armée du Rhin.

### Guerres révolutionnaires
Au combat de Spire, le 30 septembre 1792, à la tête de douze de ses chasseurs, il fait trois cents prisonniers autrichiens. Le 1er décembre suivant, il reçoit, en récompense de cette action d'éclat, le grade de chef de brigade. Il exerce les fonctions de général de brigade avec l'autorisation des représentants du peuple à l'armée du Rhin, depuis le 8 mai 1793, lorsque, dans une charge de cavalerie qui a lieu le 25 messidor an II, et dans laquelle il a un cheval tué sous lui, il tombe au pouvoir des Prussiens.
Échangé au mois de germinal an III et nommé général de brigade le 25 prairial an III (13 juin 1795), il est successivement employé aux armées de Rhin-et-Moselle et d'Allemagne. Il est blessé à l'affaire de Roth , le 19 frimaire an IX (10 décembre 1800), d'un coup de feu à l'épaule droite. Le 23 nivôse an VI (12 janvier 1798), il passe à l'armée d'Angleterre, et le 29 thermidor an VI (16 août 1798) à celle de Mayence.[réf. nécessaire]
Il sert ensuite, comme général de division nommé le 5 ventôse an VII (23 février 1799), en Italie et en Suisse pendant les ans VII, VIII et IX, et a le commandement de l’armée de réserve du 22 thermidor an VIII (10 août 1800)  à la fin de la campagne de l'an IX dans les Grisons.

### ConsulatetEmpire
Mis en non-activité le 1er vendémiaire an X (23 septembre 1801), il est nommé inspecteur général d'infanterie le 7 nivôse an X (28 décembre 1801), puis de nouveau inspecteur général de cavalerie le 8 ventôse an X (27 février 1802).
Le premier Consul le fait entrer au Sénat conservateur le 7 fructidor an XI (25 août 1803). À la création de la Légion d'honneur, il est nommé membre de l'Ordre le 9 vendémiaire an XII (2 octobre 1803), et grand officier de l'ordre le 25 prairial an XII (14 juin 1804) suivant. Napoléon Ier lui confie la sénatorerie de Bourges par un décret du 2 prairial an XII (22 mai 1804) . Il devient chambellan de l'Empereur au mois de pluviôse an XIII.

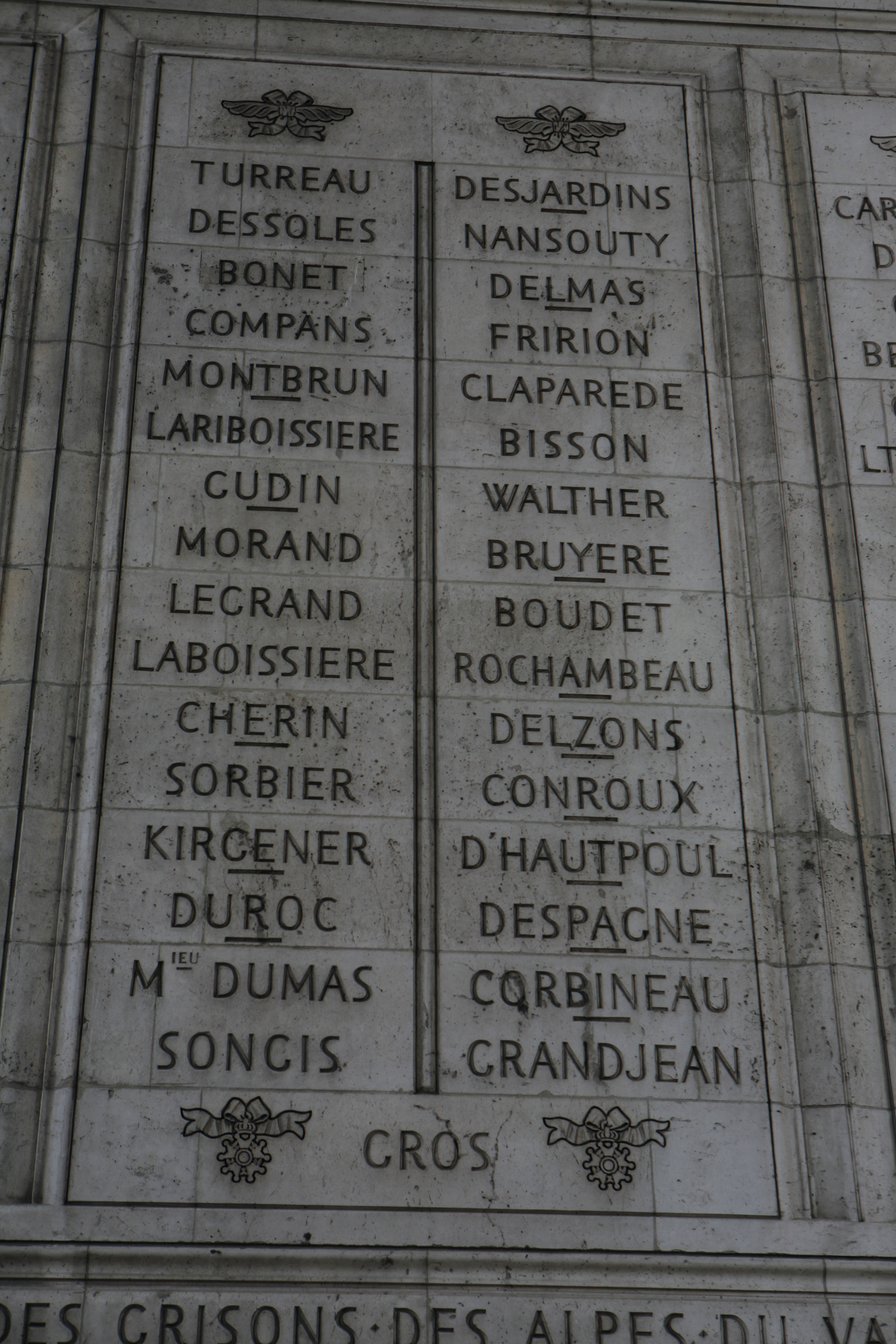
Noms gravés sous l'arc de triomphe de l'Étoile : pilier Est, 15e et 16e colonnes

Le 20 mars 1807, l'Empereur lui confie le commandement de la 4e légion de réserve de l'Intérieur, et l'envoie, au mois d'octobre, présider le collège électoral de la Charente ; il lui confère le titre de comte de l'Empire en 1808.
Appelé au commandement supérieur de Strasbourg le 8 mars 1809, il meurt avant d'avoir pu se rendre à sa destination.

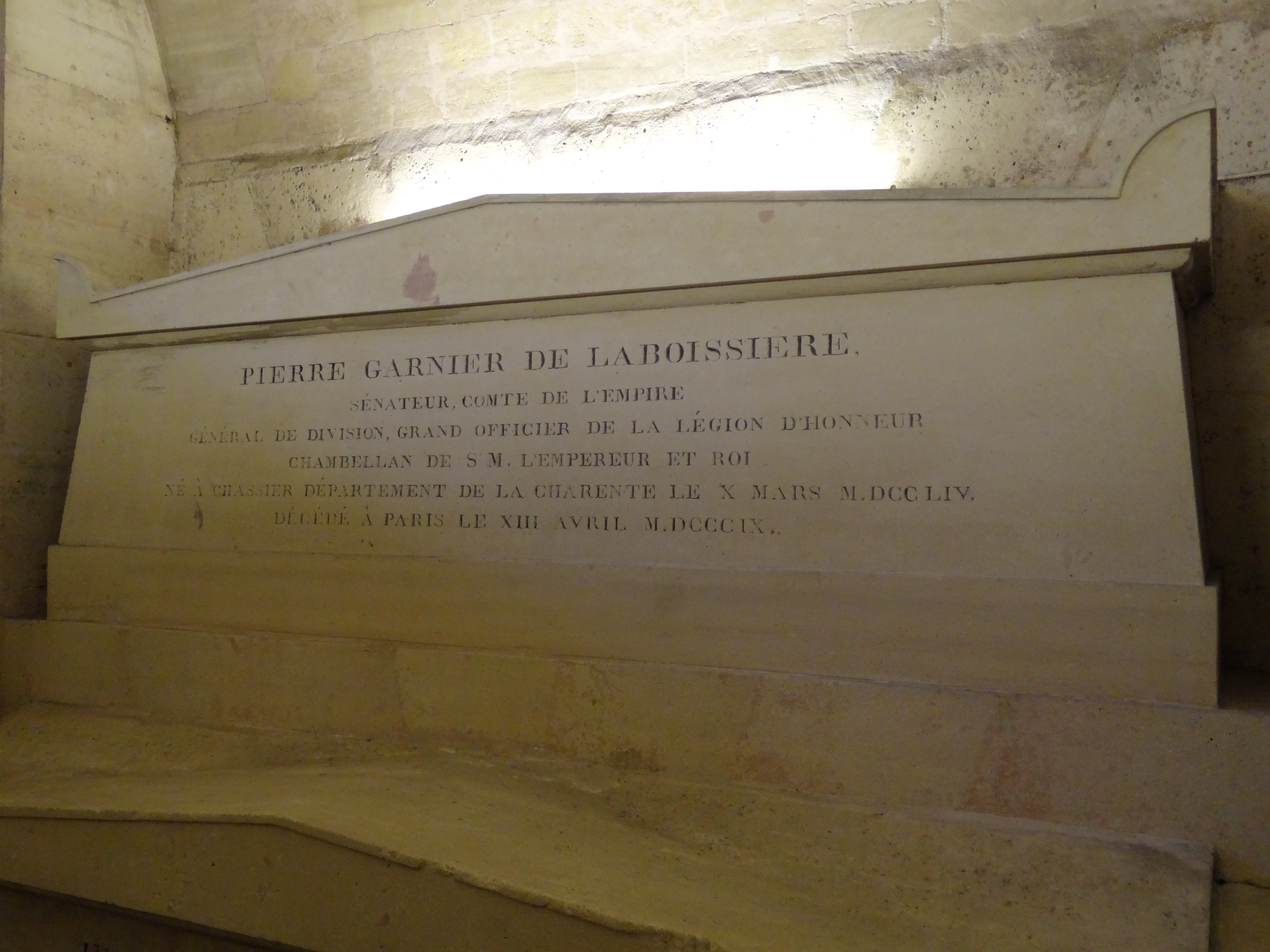
Le tombeau de Pierre Garnier de Laboissière au Panthéon.

Il est inhumé au Panthéon de Paris.

## Titres
- Comte Garnier-Laboissière et de l'Empire (lettres patentes du 26 avril 1808, Bayonne[2]).

## Distinctions
- Légion d'honneur[3] :
  - Légionnaire (9 vendémiaire an XII : 2 octobre 1803), puis
  - Grand officier de la Légion d'honneur (25 prairial an XII : 14 juin 1804) ;

## Armoiries
| Figure | Blasonnement |
|        | Armes des Garnier de La Boissière et de Boisgrollier Gironné d'or et de gueules de douze pièces. |
|        | Armes des Garnier de La Boissière Gironné d'or et d'azur ; le cinquième giron, qui est d'azur, chargé d'une épée d'or.                                                                                                   |
|        | Armes du comte Garnier-Laboissière et de l'Empire Gironné de huit pièces d'or et d'azur ; au cinquième giron qui est d'azur une épée d'or ; au franc-canton de sénateur brochant sur le tout. - Livrées : jaune et bleu. |

## Ascendance et postérité
Pierre Garnier était le fils d'André Garnier ( † 10 août 1776 - Saint-Claud), écuyer, seigneur du Bois et de la Boissière, porte-étendard et sous-brigadier des gardes du corps du Roi (compagnie de Beauvau), capitaine de cavalerie, et de Françoise de Salignac de La Maingotterie.
- Il épouse en 1792 Marie-Eulalie Boissière ( † 1er septembre 1830), fille de François Boissière, avocat en parlement, et de Marie Magdeleine d'Escravayat. Ensemble, ils ont :
  - Adolphe Emmanuel (né le 2 août 1791 - Saint-Claud, Charente) ;
  - Marie Eulalie (morte à Saint-Claud, Charente) ;
  - Jean Frédéric (6 mars 1796 - Saint-Claud (Charente) † 19 mars 1873 - Angoulême), 2e comte de la Boissière, page de Napoléon Ier, chef d'escadron, député de la Charente (1839-1842, 1848), fondateur des forges de Chirac, maire de cette localité (1840-1843 et 1860-1873), marié, dont postérité ;
  - Jean Edouard Adolphe (27 décembre 1801 - Angoulême † 31 octobre 1861), lieutenant au régiment des cuirassiers d'Orléans, officier d'ordonnance du général Bordesoulle, chevalier de la Légion d'honneur (1er septembre 1825[7]), marié le 21 décembre 1825 à Poitiers, avec Marie Marguerite Félicité Chazaud (née le 29 mars 1805 - Poitiers).

Le comte Garnier était un cousin d'un parent du général de brigade François Garnier de La Boissière.